# Brušane
Brušane är en ort i Lika-Senjs län i centrala Kroatien, och ingår administrativt i kommunen Gospić. Orten ligger vid berget Velebits fot.